# Heliport Maasvlakte
Heliport Maasvlakte of Heliport Pistoolhaven is een kleine voormalige helikopterhaven.

## Geschiedenis
Het vliegveld heeft als taak helikoptervluchten van het Loodswezen naar schepen nabij de haven van Rotterdam mogelijk te maken. Het doet dienst vanaf 1996 en werd in 2007 verplaatst naar een locatie verder van de kust. 

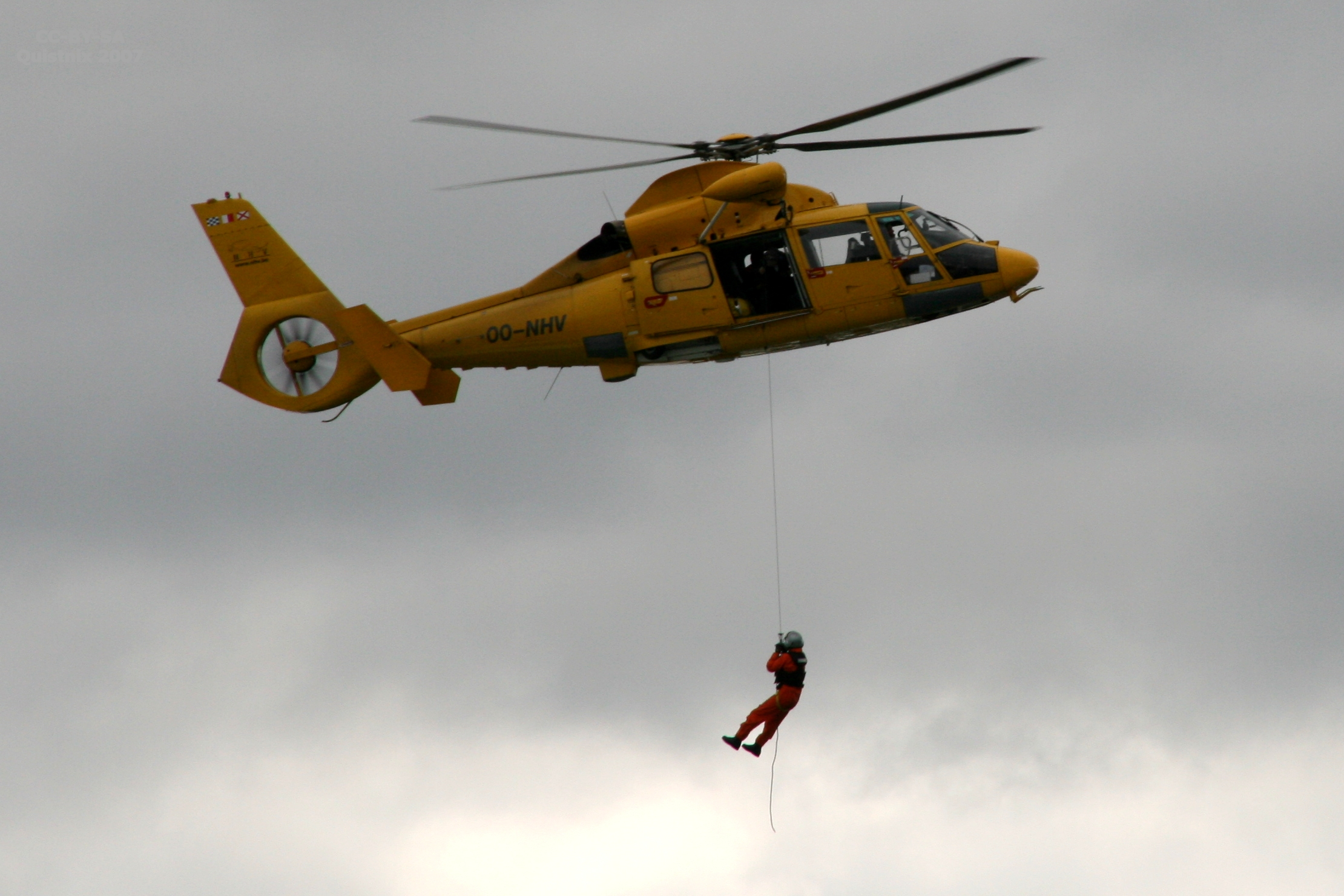
Loods onder helikopter tijdens Wereldhavendagen Rotterdam (2007)